# Ucraina ai XXIV Giochi olimpici invernali
L'Ucraina ha partecipato ai XXIV Giochi olimpici invernali, che si sono svolti dal 4 al 20 febbraio 2022 a Pechino in Cina, con una delegazione composta da 45 atleti, 24 uomini e 21 donne.

## Delegazione
| Sport                 | Uomini | Donne | Totale |
| --------------------- | ------ | ----- | ------ |
| Biathlon              | 5      | 5     | 10     |
| Bob                   | -      | 1     | 1      |
| Combinata nordica     | 1      | -     | 1      |
| Freestyle             | 3      | 2     | 5      |
| Pattinaggio di figura | 3      | 3     | 6      |
| Salto                 | 3      | -     | 3      |
| Sci alpino            | 1      | 1     | 2      |
| Sci di fondo          | 2      | 5     | 7      |
| Short track           | 1      | 1     | 2      |
| Skeleton              | 1      | -     | 1      |
| Slittino              | 4      | 2     | 6      |
| Snowboard             | -      | 1     | 1      |
| Totale                | 24     | 21    | 45     |

## Risultati

### Biathlon
Uomini
| Atleta                                                    | Evento                  | Penalità    | Tempo     | Posizione |
| --------------------------------------------------------- | ----------------------- | ----------- | --------- | --------- |
| Anton Dudčenko                                            | 20 km individuale       | 4 (1+0+1+2) | 54'54"9   | 50º       |
| Dmytro Pidručnyj                                          | 20 km individuale       | 3 (0+1+1+1) | 51'49"3   | 18º       |
| Artem Pryma                                               | 20 km individuale       | 4 (1+2+0+1) | 53'36"2   | 37º       |
| Bohdan Cymbal                                             | 20 km individuale       | 4 (3+0+1+0) | 55'19"0   | 55º       |
| Anton Dudčenko                                            | 10 km sprint            | 2 (2+0)     | 26'51"6   | 60º       |
| Dmytro Pidručnyj                                          | 10 km sprint            | 1 (0+1)     | 25'19"0   | 13º       |
| Artem Pryma                                               | 10 km sprint            | 1 (0+1)     | 25'19"8   | 15º       |
| Bohdan Cymbal                                             | 10 km sprint            | 3 (3+0)     | 26'59"0   | 66º       |
| Anton Dudčenko                                            | 12,5 km inseguimento    | 3 (2+0+1+0) | 43'36"5   | 23º       |
| Dmytro Pidručnyj                                          | 12,5 km inseguimento    | 5 (1+2+2+0) | 42'45"9   | 13º       |
| Artem Pryma                                               | 12,5 km inseguimento    | 6 (2+2+2+0) | 42'59"8   | 18º       |
| Dmytro Pidručnyj                                          | 15 km partenza in linea | 7 (0+3+2+2) | 42'16"2   | 24º       |
| Artem Pryma                                               | 15 km partenza in linea | 7 (2+1+3+1) | 43'12"6   | 28º       |
| Bohdan Cymbal Artem Pryma Anton Dudčenko Dmytro Pidručnyj | Staffetta 4x7,5 km      | 4+12        | 1h23'31"5 | 9ª        |

Donne
| Atleta                                                          | Evento                    | Penalità    | Tempo     | Posizione |
| --------------------------------------------------------------- | ------------------------- | ----------- | --------- | --------- |
| Dar'ja Blaško                                                   | 15 km individuale         | DNS         | DNS       | DNS       |
| Julija Džyma                                                    | 15 km individuale         | 2 (0+1+0+1) | 45'34"4   | 10ª       |
| Iryna Petrenko                                                  | 15 km individuale         | 0 (0+0+0+0) | 45'42"2   | 11ª       |
| Valentyna Semerenko                                             | 15 km individuale         | DNF         | DNF       | DNF       |
| Julija Džyma                                                    | 7,5 km sprint             | 1 (0+1)     | 21'51"8   | 8ª        |
| Anastasija Merkušyna                                            | 7,5 km sprint             | 1 (1+0)     | 22'31"6   | 24ª       |
| Iryna Petrenko                                                  | 7,5 km sprint             | 2 (2+0)     | 23'11"7   | 40ª       |
| Julija Džyma                                                    | 10 km inseguimento        | 4 (1+0+1+2) | 37'36"2   | 13ª       |
| Anastasija Merkušyna                                            | 10 km inseguimento        | 2 (1+0+0+1) | 38'37"2   | 25ª       |
| Iryna Petrenko                                                  | 10 km inseguimento        | 4 (1+1+2+0) | 43'03"7   | 55ª       |
| Julija Džyma                                                    | 12,5 km partenza in linea | 3 (1+0+2+0) | 41'43"7   | 7ª        |
| Olena Bilosjuk Julija Džyma Anastasija Merkušyna Iryna Petrenko | Staffetta 4x6 km          | 7 (1+6)     | 1h14'04"1 | 7ª        |

Misto
| Atleta                                                        | Evento           | Penalità  | Tempo     | Posizione |
| ------------------------------------------------------------- | ---------------- | --------- | --------- | --------- |
| Julija Džyma Dmytro Pidručnyj Artem Pryma Valentyna Semerenko | Staffetta 4x6 km | 19 (4+15) | 1h10'21"7 | 13ª       |

### Bob
| Atleta        | Evento            | 1ª manche | 1ª manche | 2ª manche | 2ª manche | 3ª manche | 3ª manche | 4ª manche | 4ª manche | Totale  | Totale    |
| Atleta        | Evento            | Tempo     | Posizione | Tempo     | Posizione | Tempo     | Posizione | Tempo     | Posizione | Tempo   | Posizione |
| ------------- | ----------------- | --------- | --------- | --------- | --------- | --------- | --------- | --------- | --------- | ------- | --------- |
| Lidija Hun'ko | Monobob femminile | 1'06"34   | 18ª       | 1'07"84   | 20ª       | 1'07"47   | 20ª       | 1'07"45   | 19ª       | 4'29"10 | 20ª       |

### Combinata nordica
| Atleta          | Evento             | Salto     | Salto | Salto     | Fondo   | Fondo            | Posizione |
| Atleta          | Evento             | Lunghezza | Punti | Posizione | Tempo   | Tempo + distacco | Posizione |
| --------------- | ------------------ | --------- | ----- | --------- | ------- | ---------------- | --------- |
| Dmytro Mazurčuk | Trampolino normale | 87,0 m    | 82,5  | 35º       | 27'08"3 | 30'30"3          | 36º       |
| Dmytro Mazurčuk | Trampolino lungo   | 116,0 m   | 83,5  | 33º       | 27'35"4 | 31'20"4          | 32º       |

### Freestyle
| Atleta              | Evento          | Qualificazione | Qualificazione | Qualificazione | Qualificazione | Finale          | Finale          | Finale          | Finale          |
| Atleta              | Evento          | Salto 1        | Salto 1        | Salto 2        | Salto 2        | Salto 1         | Salto 1         | Salto 2         | Salto 2         |
| Atleta              | Evento          | Punti          | Posizione      | Punti          | Posizione      | Punti           | Posizione       | Punti           | Posizione       |
| ------------------- | --------------- | -------------- | -------------- | -------------- | -------------- | --------------- | --------------- | --------------- | --------------- |
| Oleksandr Abramenko | Salti maschile  | 120.36         | 5º Q           | N.D.           | N.D.           | 123.53          | 5º              | 116.50          |                 |
| Dmytro Kotovs'kyj   | Salti maschile  | 73.89          | 24º            | 114.03         | 9º             | Non qualificato | Non qualificato | Non qualificato | Non qualificato |
| Oleksandr Okipnjuk  | Salti maschile  | 92.76          | 22º            | 125.00         | 1º Q           | 122.01          | 9º              | Non qualificato | Non qualificato |
| Anastasija Novosad  | Salti femminile | DNS            | DNS            | DNS            | DNS            | DNS             | DNS             | DNS             | DNS             |
| Ol'ha Poljuk        | Salti femminile | 68.76          | 20ª            | 68.76          | 16ª            | Non qualificata | Non qualificata | Non qualificata | Non qualificata |

### Pattinaggio di figura
| Atleta / coppia                    | Evento            | Programma corto | Programma corto | Programma libero | Programma libero | Totale          | Totale          |
| Atleta / coppia                    | Evento            | Punti           | Posizione       | Punti            | Posizione        | Punti           | Posizione       |
| ---------------------------------- | ----------------- | --------------- | --------------- | ---------------- | ---------------- | --------------- | --------------- |
| Ivan Šmuratko                      | Singolo maschile  | 78,11           | 22º Q           | 127,65           | 24º              | 205,76          | 24º             |
| Anastasija Šabotova                | Singolo femminile | 48,68           | 30ª             | Non qualificata  | Non qualificata  | Non qualificata | Non qualificata |
| Oleksandra Nazarova Maksym Nikitin | Danza su ghiaccio | 65,53           | 20ª Q           | 97,34            | 18ª              | 162,87          | 20ª             |

### Salto con gli sci
| Atleta              | Evento                      | Qualificazione | Qualificazione | Qualificazione | Finale          | Finale          | Finale          | Finale          | Finale          | Finale          | Finale          | Finale          |
| Atleta              | Evento                      | Qualificazione | Qualificazione | Qualificazione | Primo salto     | Primo salto     | Primo salto     | Secondo salto   | Secondo salto   | Secondo salto   | Totale          | Totale          |
| Atleta              | Evento                      | Lunghezza      | Punti          | Posizione      | Lunghezza       | Punti           | Posizione       | Lunghezza       | Punti           | Posizione       | Punti           | Posizione       |
| ------------------- | --------------------------- | -------------- | -------------- | -------------- | --------------- | --------------- | --------------- | --------------- | --------------- | --------------- | --------------- | --------------- |
| Anton Korčuk        | Trampolino normale maschile | 67,5 m         | 38,0           | 52º            | Non qualificato | Non qualificato | Non qualificato | Non qualificato | Non qualificato | Non qualificato | Non qualificato | Non qualificato |
| Jevhen Marusjak     | Trampolino normale maschile | 73,0 m         | 49,8           | 48º Q          | 91,5 m          | 97,4            | 47º             | Non qualificato | Non qualificato | Non qualificato | Non qualificato | Non qualificato |
| Vitalij Kaliničenko | Trampolino lungo maschile   | 118,0 m        | 94,2           | 42º Q          | 122,5 m         | 106,0           | 44º             | Non qualificato | Non qualificato | Non qualificato | Non qualificato | Non qualificato |
| Anton Korčuk        | Trampolino lungo maschile   | 82,5 m         | 25,5           | 56º            | Non qualificato | Non qualificato | Non qualificato | Non qualificato | Non qualificato | Non qualificato | Non qualificato | Non qualificato |
| Jevhen Marusjak     | Trampolino lungo maschile   | 104,0 m        | 76,0           | 49º Q          | 111,0 m         | 81,6            | 50º             | Non qualificato | Non qualificato | Non qualificato | Non qualificato | Non qualificato |

### Sci alpino
Uomini
| Atleta          | Evento          | 1ª manche | 1ª manche | 2ª manche       | 2ª manche       | Totale          | Totale          |
| Atleta          | Evento          | Tempo     | Posizione | Tempo           | Posizione       | Tempo           | Posizione       |
| --------------- | --------------- | --------- | --------- | --------------- | --------------- | --------------- | --------------- |
| Ivan Kovbasnjuk | Discesa libera  | N.D.      | N.D.      | N.D.            | N.D.            | 1'48"09         | 33º             |
| Ivan Kovbasnjuk | Supergigante    | N.D.      | N.D.      | N.D.            | N.D.            | 1'25"56         | 32º             |
| Ivan Kovbasnjuk | Slalom speciale | DNF       | DNF       | Non qualificato | Non qualificato | Non qualificato | Non qualificato |
| Ivan Kovbasnjuk | Combinata       | 1'49"13   | 21º       | 55"30           | 14º             | 2'44"43         | 14º             |

Donne
| Atleta               | Evento          | 1ª manche | 1ª manche | 2ª manche       | 2ª manche       | Totale          | Totale          |
| Atleta               | Evento          | Tempo     | Posizione | Tempo           | Posizione       | Tempo           | Posizione       |
| -------------------- | --------------- | --------- | --------- | --------------- | --------------- | --------------- | --------------- |
| Anastasija Šepilenko | Supergigante    | N.D.      | N.D.      | N.D.            | N.D.            | 1'19"60         | 37ª             |
| Anastasija Šepilenko | Slalom gigante  | 1'05"95   | 45ª       | 1'06"38         | 40ª             | 2'12"33         | 39ª             |
| Anastasija Šepilenko | Slalom speciale | DNF       | DNF       | Non qualificata | Non qualificata | Non qualificata | Non qualificata |

### Sci di fondo
Distanza
| Atleta                                                             | Evento                     | Tecnica classica | Tecnica classica | Tecnica libera | Tecnica libera | Totale    | Totale   | Totale    |
| Atleta                                                             | Evento                     | Tempo            | Posizione        | Tempo          | Posizione      | Tempo     | Distacco | Posizione |
| ------------------------------------------------------------------ | -------------------------- | ---------------- | ---------------- | -------------- | -------------- | --------- | -------- | --------- |
| Oleksij Krasovs'kyj                                                | 15 km maschile             | N.D.             | N.D.             | N.D.           | N.D.           | 44'59"8   | +7'05"0  | 77º       |
| Ruslan Perechoda                                                   | 15 km maschile             | N.D.             | N.D.             | N.D.           | N.D.           | 45'05"6   | +7'10"8  | 78º       |
| Oleksij Krasovs'kyj                                                | Skiathlon maschile         | 45'22"6          | 58º              | LAP            | LAP            | LAP       | LAP      | 58º       |
| Ruslan Perechoda                                                   | Skiathlon maschile         | LAP              | LAP              | LAP            | LAP            | LAP       | LAP      | 64º       |
| Maryna Ancybor                                                     | 10 km femminile            | N.D.             | N.D.             | N.D.           | N.D.           | 32'36"5   | +4'30"2  | 58ª       |
| Valentyna Kamins'ka                                                | 10 km femminile            | N.D.             | N.D.             | N.D.           | N.D.           | 35'42"7   | +7'36"4  | 79ª       |
| Viktorija Olech                                                    | 10 km femminile            | N.D.             | N.D.             | N.D.           | N.D.           | 34'58"1   | +6'51"8  | 76ª       |
| Maryna Ancybor                                                     | Skiathlon femminile        | 27'08"4          | 57ª              | 25'08"3        | 56ª            | 52'54"0   | +8'40"3  | 56ª       |
| Julija Krol'                                                       | Skiathlon femminile        | 27'57"6          | 60ª              | 28'22"9        | 62ª            | 57'04"4   | +12'50"7 | 62ª       |
| Viktorija Olech                                                    | Skiathlon femminile        | 28'26"8          | 62ª              | 25'47"3        | 60ª            | 54'55"7   | +10'42"0 | 60ª       |
| Dar"ja Rubl'ova                                                    | Skiathlon femminile        | 29'59"6          | 64ª              | LAP            | LAP            | LAP       | LAP      | 63ª       |
| Maryna Ancybor                                                     | 30 km femminile            | N.D.             | N.D.             | N.D.           | N.D.           | 1h35'31"3 | +10'37"3 | 37ª       |
| Viktorija Olech                                                    | 30 km femminile            | N.D.             | N.D.             | N.D.           | N.D.           | 1h46'22"1 | +21'28"1 | 58ª       |
| Viktorija Olech Valentyna Kamin'ska Maryna Ancybor Dar"ja Rubl'ova | Staffetta 4x5 km femminile | N.D.             | N.D.             | N.D.           | N.D.           | LAP       | LAP      | 18ª       |

Sprint
| Oleksij Krasovs'kyj                  | Sprint maschile            | 3'05"52 | 64º  | Non qualificato | Non qualificato | Non qualificato | Non qualificato | Non qualificato | Non qualificato |                 |                 |                 |                 |
| Ruslan Perechoda                     | Sprint maschile            | 2'59"34 | 46º  | Non qualificato | Non qualificato | Non qualificato | Non qualificato | Non qualificato | Non qualificato |                 |                 |                 |                 |
| Oleksij Krasovs'kyj Ruslan Perechoda | Sprint a squadre maschile  | N.D.    | N.D. | N.D.            | N.D.            | 20'48"40        | 9ª              | Non qualificati | Non qualificati | Non qualificati | Non qualificati | Non qualificati | Non qualificati |
| Maryna Ancybor                       | Sprint femminile           | 3'33"80 | 54ª  | Non qualificata | Non qualificata | Non qualificata | Non qualificata |                 |                 |                 |                 |                 |                 |
| Valentyna Kamins'ka                  | Sprint femminile           | 3'44"10 | 70ª  | Non qualificata | Non qualificata | Non qualificata | Non qualificata |                 |                 |                 |                 |                 |                 |
| Viktorija Olech                      | Sprint femminile           | 3'42"78 | 69ª  | Non qualificata | Non qualificata | Non qualificata | Non qualificata |                 |                 |                 |                 |                 |                 |
| Maryna Ancybor Julija Krol'          | Sprint a squadre femminile | N.D.    | N.D. | N.D.            | N.D.            | 25'46"04        | 9ª              | Non qualificate | 18ª             |                 |                 |                 |                 |

### Short track
Maschile
| Atleta      | Evento | Batteria | Batteria | Quarto di finale | Quarto di finale | Semifinale      | Semifinale      | Finale          | Finale          |
| Atleta      | Evento | Tempo    | Pos.     | Tempo            | Pos.             | Tempo           | Pos.            | Tempo           | Pos.            |
| ----------- | ------ | -------- | -------- | ---------------- | ---------------- | --------------- | --------------- | --------------- | --------------- |
| Oleh Handej | 500 m  | 44"163   | 4º       | Non qualificato  | Non qualificato  | Non qualificato | Non qualificato | Non qualificato | Non qualificato |

Femminile
| Atleta         | Evento | Batteria | Batteria | Quarto di finale | Quarto di finale | Semifinale      | Semifinale      | Finale          | Finale          |
| Atleta         | Evento | Tempo    | Pos.     | Tempo            | Pos.             | Tempo           | Pos.            | Tempo           | Pos.            |
| -------------- | ------ | -------- | -------- | ---------------- | ---------------- | --------------- | --------------- | --------------- | --------------- |
| Uljana Dubrova | 1500 m | N.D.     | N.D.     | 2'26"832         | 6ª               | Non qualificata | Non qualificata | Non qualificata | Non qualificata |

### Skeleton
| Atleta               | Evento           | 1ª manche | 1ª manche | 2ª manche | 2ª manche | 3ª manche | 3ª manche | 4ª manche | 4ª manche | Totale  | Totale |
| Atleta               | Evento           | Tempo     | Pos.      | Tempo     | Pos.      | Tempo     | Pos.      | Tempo     | Pos.      | Tempo   | Pos.   |
| -------------------- | ---------------- | --------- | --------- | --------- | --------- | --------- | --------- | --------- | --------- | ------- | ------ |
| Vladyslav Heraskevyč | Singolo maschile | 1'01"63   | 18º       | 1'01"58   | 16º       | 1'01"62   | 18º       | 1'01"45   | 17º       | 4'06"28 | 18º    |

### Slittino
| Atleta                                                      | Evento            | 1ª manche | 1ª manche | 2ª manche | 2ª manche | 3ª manche | 3ª manche | 4ª manche       | 4ª manche       | Totale   | Totale    |
| Atleta                                                      | Evento            | Tempo     | Posizione | Tempo     | Posizione | Tempo     | Posizione | Tempo           | Posizione       | Tempo    | Posizione |
| ----------------------------------------------------------- | ----------------- | --------- | --------- | --------- | --------- | --------- | --------- | --------------- | --------------- | -------- | --------- |
| Anton Dukač                                                 | Singolo maschile  | 58"873    | 25º       | 58"726    | 18º       | 58"408    | 19º       | Non qualificato | Non qualificato | 2'56"007 | 22º       |
| Andrij Mandzij                                              | Singolo maschile  | 1'01"082  | 32º       | 58"706    | 17º       | 58"346    | 17º       | Non qualificato | Non qualificato | 2'58"134 | 27º       |
| Olena Stec'kiv                                              | Singolo femminile | 59"663    | 21ª       | 59"586    | 19ª       | 59"963    | 27ª       | Non qualificata | Non qualificata | 2'59"212 | 22ª       |
| Julianna Tunyc'ka                                           | Singolo femminile | 59"690    | 22ª       | 59"844    | 23ª       | 59"571    | 24ª       | Non qualificata | Non qualificata | 2'59"105 | 21ª       |
| Ihor Stachiv Andrij Lysec'kyj                               | Doppio            | 59"983    | 14ª       | 1'00"080  | 15ª       | N.D.      | N.D.      | N.D.            | N.D.            | 2'00"063 | 15ª       |
| Julianna Tunyc'ka Anton Dukač Ihor Stachiv Andrij Lysec'kyj | Misto             | 1'01"123  | 8ª        | 1'04"244  | 13ª       | 1'04"237  | 12ª       | N.D.            | N.D.            | 3'09"604 | 11ª       |

### Snowboard
Parallelo
| Atleta         | Evento                            | Qualificazione | Qualificazione | Ottavi               | Quarti               | Semifinale           | Finale               | Finale          |
| Atleta         | Evento                            | Tempo          | Posizione      | Avversario Risultato | Avversario Risultato | Avversario Risultato | Avversario Risultato | Posizione       |
| -------------- | --------------------------------- | -------------- | -------------- | -------------------- | -------------------- | -------------------- | -------------------- | --------------- |
| Annamari Danča | Slalom giganteparallelo femminile | 1'37"79        | 26ª            | Non qualificata      | Non qualificata      | Non qualificata      | Non qualificata      | Non qualificata |